# Upplands runinskrifter 530
Upplands runinskrifter 530, även kallad Brodds sten, var en runsten i Norrtälje som försvann på 1600-talet. Stenen låg i kvarnströmmen i Norrtäljeån varifrån den lät upplockas och avtecknas av antikvarien Johannes Haquini Rhezelius år 1633. Tio år senare besökte Johan Hadorph och Petrus Helgonius Norrtälje, och stenen var då sönderslagen, och endast ett fragment kunde återfinnas, inmurat i en källarmur, möjligen i prästgården. Även detta fragment, som fanns kvar i slutet av 1600-talet försvann senare, möjligen i samband med att ryssarna brände Norrtälje år 1719.
År 2004 uppfördes en replika på runstenen efter Johannes Haquini Rhezelius skisser. Replikan placerades på ungefär den plats där den låg när Rhezelius dokumenterade den.

## Replikan
År 2003 upptogs arbetet med att utifrån Johannes Haquini Rhezelius teckningar och måttuppgifter och senare tolkningar återskapa stenen med stöd av föreningarna Roslagens Fornminnes- och Hembygdsförening och Föreningen Sjuhundraleden. Arbetet gick till runristaren Karl Krister Dahlberg och hans företag Kalle Runristare på Adelsö. Replikan av runinskriften avtäcktes den 6 juni 2004.

## Inskriptionen
Translitterering av runraden:
[· urmi × auk × hulmuiþr × auk × hulmfastar × litu : raisa : stain : aftiR × burut : faþur : sin : kuþan ·]
Normalisering till runsvenska:
Ormi ok Holmviðr ok Holmfastr letu ræisa stæin æftiR Brodd, faður sinn goðan.
Översättning till nusvenska:
Orme och Holmvid och Holmfast läto resa stenen efter Brodd, sin gode fader.

## Runristare
Eventuella runristare är Vidbjörn och Torbjörn skald.